# بخش ماسایا
بخش ماسایا (به لاتین: Masaya Department) یک منطقهٔ مسکونی در نیکاراگوئه است که در نیکاراگوئه واقع شده‌است. بخش ماسایا ۵۹۰ کیلومتر مربع مساحت و ۳۱۷٬۵۰۰ نفر جمعیت دارد.